# Ludwig Heimrath senior

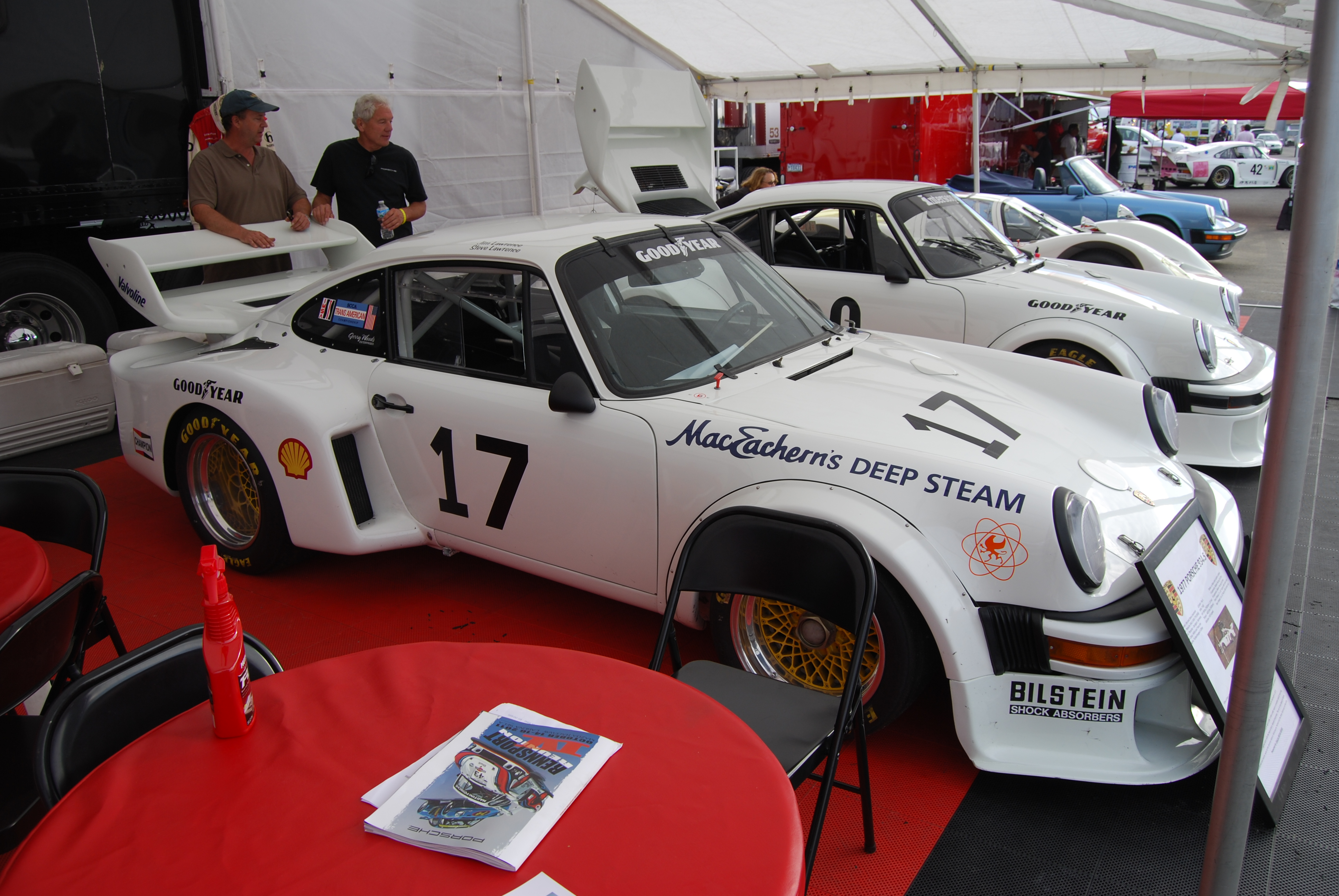
Porsche 934/5, Siegerwagen von Paul Miller und Ludwig Heimrath beim 6-Stunden-Rennen von Mosport 1977

Ludwig Heimrath, auch Ludwig Heimrath senior (* 11. August 1934; † 19. März 2021 in Peterborough, Ontario), war ein kanadischer Autorennfahrer deutscher Abstammung.

## Karriere
Ludwig Heimrath wanderte 1956 von Deutschland nach Kanada aus. Dort ließ er sich in Toronto nieder, wo es bereits eine größere Gemeinschaft ehemaliger Deutscher gab und arbeitete für VW Kanada.
Durch VW Kanada ermutigt, begann Heimrath 1958 seine Rennfahrerlaufbahn mit einem Volkswagen. Ein Jahr später wechselte er auf einen Porsche 356 Super 1500, mit dem er bei einigen Nicht-Meisterschaftsläufen den dritten Platz erreichte. 1960 trat er mit einem Porsche 356 Super 90 Speedster an und gewann mehrere Rennen, wie dem LASC Green Acres, MMGCC St. Eugene und dem Harewood Acres.
Sein erstes Langstreckenrennen mit einer Podiumsplatzierung fuhr er zusammen mit Francis Bradley beim 6-Stunden-Rennen von Harewood Acres mit einem Porsche 718 RS 60. Beide erreichten den zweiten Platz in der Gesamtwertung.
1961 wurde die Kanadische Sportwagen Meisterschaft (CASC) gegründet, in der Heimrath sich mit einem Porsche 718 RS 60 den Titel sichern konnte. Er trat in den folgenden Jahren bis 1967 regelmäßig in CASC-Meisterschaftsläufen an und konnte 1964 diesen Erfolg mit einem Cooper T61M Monaco wiederholen.
In den dazwischenliegenden Jahren 1962 und 1963 sowie 1965 wurde er Vize-Meister.
Parallel fuhr er zwischen 1965 und 1968 mit McLaren-Elva-Rennwagen auch in Rennen, die zur Vereinigte Staaten Straßenrennen Meisterschaft (USRRC) und Can-Am-Meisterschaft gezählt wurden.
Ab 1973 startete Heimrath mit einem Porsche 911 S in der Trans-Am-Meisterschaft des SCCA in der GTU-Klasse. Im Folgejahr wechselte er auf einen Porsche 911 Carrera RSR und fuhr bis 1976 dort erfolgreich in der GTO-Klasse. 1977 pilotierte er einen Porsche 934/5 in der TA2-Klasse des SCCA. In dem Jahr konnte er einen seiner größten Erfolge feiern.
Beim 6-Stunden-Rennen von Mosport 1977, das zu der Trans-Am- und der Sportwagen-Weltmeisterschaft gezählt wurde, erreichte er zusammen mit Paul Miller den Gesamtsieg.
In den Jahren 1978 bis 1980 pilotierte Heimrath einen Porsche 935 in Läufen zur Trans-Am- und IMSA-Meisterschaft und konnte neben guten Platzierungen auch einige Siege erringen. 1981 und 1982 fuhr er einen Porsche 924 Carrera GTR, mit dem er zumeist das Rennen vorzeitig aufgeben musste. Ab 1981 bestritt er die Langstreckenrennen gemeinsam mit seinem Sohn Ludwig Heimrath junior.
In den Jahren 1983 und 1984 setzte er in den Rennen meistens Porsche 930- und Porsche 934-Rennwagen ein.
Sein letztes Langstreckenrennen bestritt er mit seinem Sohn und Kees Kroesemeijer für Kremer Racing beim 1000-km-Rennen von Mosport 1985 auf einem Porsche 956 und beendete es mit dem vierten Platz.
Im folgenden Jahr fuhr Heimrath in der kanadischen Porsche 944 Cup-Meisterschaft und erreichte den achten Platz im Saisonergebnis. 1988 und 1989 ging er bei der kanadischen Porsche 944 Turbo Cup-Meisterschaft an den Start und beendete diese mit dem 15. und 8. Rang.
1997 startete er mit einem Porsche 968 im kanadischen GT Challenge Cup in der GT2-Klasse und gewann direkt die Meisterschaft. In den folgenden Jahren bis 2000 fuhr er in dieser Meisterschaft.
Ludwig Heimrath trat in seiner Rennfahrerkarriere mehrmals bei den 24-Stunden-Rennen von Daytona und beim 12-Stunden-Rennen von Sebring an.
Sein bestes Ergebnis erreichte er beim 1962 mit Jerry Palivka in einem Porsche 718 RSK mit dem 26. Gesamtrang und dem zweiten Platz in der S1.6-Sportwagen-Wertung.
Sein letztes 24-Stunden-Rennen fuhr er zusammen mit seinem Sohn 1984 in Daytona, das beide vorzeitig beenden mussten.
Neben den Sportwagen-Rennen bestritt Heimrath auch einige wenige Formel-Rennen. 1968 und 1969 nahm er ohne Erfolg an einigen Läufen zur USAC-Meisterschaft teil. 1970 startete er für eine Saison in der kanadischen Formel-A-Meisterschaft.
2000 stieg Heimrath offiziell aus dem Profi-Motorsport aus und startete danach noch bei lokalen Motorsportveranstaltungen.
Er verstarb am 19. März 2021 an Bauchspeicheldrüsenkrebs in einem Krankenhaus im kanadischen Peterborough, Ontario.

## Statistik

### Sebring-Ergebnisse
| Jahr | Team                       | Fahrzeug                | Teamkollege               | Teamkollege     | Platzierung | Ausfallgrund |
| ---- | -------------------------- | ----------------------- | ------------------------- | --------------- | ----------- | ------------ |
| 1961 | Eglinton Caledonia Motors  | Porsche 718 RS 61       | Peter Ryan                | Francis Bradley | Rang 9      |              |
| 1962 | Eglinton Caledonia Motors  | Porsche 718 RSK         | Jerry Palivka             |                 | Rang 26     |              |
| 1966 | Standard Triumph Motor Co. | Triumph TR4A            | Craig Hill                |                 | Rang 26     |              |
| 1975 | Ludwig Heimrath            | Porsche 911 Carrera RSR | Norm Ridgely              |                 | Ausfall     |              |
| 1978 | Heimrath Racing            | Porsche 935             | Norm Ridgely              |                 | Ausfall     | Motorschaden |
| 1979 | Heimrath Racing            | Porsche 935             | Enrique Molins („Jamsal“) | Carlos Moran    | Ausfall     | Motorschaden |
| 1980 | Ludwig Heimrath            | Porsche 935             | Johnny Rutherford         | Carlos Moran    | Rang 8      |              |
| 1981 | Heimrath Porsche           | Porsche 935             | Ludwig Heimrath junior    |                 | Ausfall     | Unfall       |

### Einzelergebnisse in der Sportwagen-Weltmeisterschaft
| Saison | Team                              | Rennwagen                           | 1   | 2   | 3   | 4   | 5   | 6   | 7   | 8   | 9   | 10  | 11  | 12  | 13  | 14  | 15  | 16  | 17  |
| ------ | --------------------------------- | ----------------------------------- | --- | --- | --- | --- | --- | --- | --- | --- | --- | --- | --- | --- | --- | --- | --- | --- | --- |
| 1961   | Eglinton Caledonia Motors         | Porsche 718                         | SEB | TAR | NÜR | LEM | PES |     |     |     |     |     |     |     |     |     |     |     |     |
| 1961   | Eglinton Caledonia Motors         | Porsche 718                         | 9   |     |     |     |     |     |     |     |     |     |     |     |     |     |     |     |     |
| 1962   | Eglinton Caledonia Motors         | Porsche 718                         | DAY | SEB | SEB | MAI | TAR | BER | NÜR | LEM | TAV | CCA | RTT | NÜR | BRI | BRI | PAR |     |     |
| 1962   | Eglinton Caledonia Motors         | Porsche 718                         | 26  |     |     |     |     |     |     |     |     |     |     |     |     |     |     |     |     |
| 1966   | Standard Motor Company            | Triumph TR4                         | DAY | SEB | MON | TAR | SPA | NÜR | LEM | MUG | CCE | HOK | SIM | NÜR | ZEL |     |     |     |     |
| 1966   | Standard Motor Company            | Triumph TR4                         | 26  |     |     |     |     |     |     |     |     |     |     |     |     |     |     |     |     |
| 1974   | Heimrath Racing                   | Porsche Carrera RSR                 | MON | SPA | NÜR | IMO | LEM | ZEL | WAT | LEC | BRH | KYA |     |     |     |     |     |     |     |
| 1974   | Heimrath Racing                   | Porsche Carrera RSR                 |     |     |     | 4   |     |     |     |     |     |     |     |     |     |     |     |     |     |
| 1975   | Heimrath Racing                   | Porsche Carrera RSR                 | DAY | MUG | DIJ | MON | SPA | PER | NÜR | ZEL | WAT |     |     |     |     |     |     |     |     |
| 1975   | Heimrath Racing                   | Porsche Carrera RSR                 |     |     |     |     |     | 8   |     |     |     |     |     |     |     |     |     |     |     |
| 1976   | Heimrath Racing                   | Porsche Carrera RSR                 | MUG | VAL | NÜR | MON | SIL | IMO | NÜR | ZEL | PER | WAT | MOS | DIJ | DIJ | SAL |     |     |     |
| 1976   | Heimrath Racing                   | Porsche Carrera RSR                 |     |     |     |     |     |     | DNF |     |     |     |     |     |     |     |     |     |     |
| 1977   | Heimrath Racing                   | Porsche 934                         | DAY | MUG | DIJ | MON | SIL | NÜR | VAL | PER | WAT | EST | LEC | MOS | IMO | SAL | BRH | HOK | VAL |
| 1977   | Heimrath Racing                   | Porsche 934                         |     |     |     |     |     |     |     |     | 8   |     |     | 1   |     |     |     |     |     |
| 1978   | Heimrath Racing                   | Porsche 935                         | DAY | SEB | MUG | TAL | DIJ | SIL | NÜR | LEM | MIS | DAY | WAT | VAL | ROD |     |     |     |     |
| 1978   | Heimrath Racing                   | Porsche 935                         | 35  | DNF |     |     |     |     |     |     |     |     | 15  |     |     |     |     |     |     |
| 1979   | Bytzek Automotive Heimrath Racing | Porsche 911 Carrera RSR Porsche 935 | DAY | SEB | MUG | TAL | DIJ | RIV | SIL | NÜR | LEM | PER | DAY | WAT | SPA | BRH | ROA | VAL | ELS |
| 1979   | Bytzek Automotive Heimrath Racing | Porsche 911 Carrera RSR Porsche 935 | 33  | DNF |     |     |     |     |     |     |     |     |     | DNF |     |     | DNF |     |     |
| 1980   | Heimrath Racing                   | Porsche 935                         | DAY | BRH | SEB | MUG | MON | RIV | SIL | NÜR | LEM | DAY | WAT | SPA | MOS | ROA | VAL | DIJ |     |
| 1980   | Heimrath Racing                   | Porsche 935                         | 66  |     | 8   |     |     |     |     |     |     |     | 11  |     | DNF | DNF |     |     |     |
| 1981   | Heimrath Racing                   | Porsche 935 Porsche 924             | DAY | SEB | MUG | MON | RIV | SIL | NÜR | LEM | PER | DAY | WAT | SPA | MOS | ROA | BRH |     |     |
| 1981   | Heimrath Racing                   | Porsche 935 Porsche 924             | 14  | DNF |     |     |     |     |     |     |     |     | DNF |     | 14  |     |     |     |     |
| 1985   | Kremer Racing                     | Porsche 956                         | MUG | MON | SIL | LEM | HOK | MOS | SPA | BRH | FUJ | SEL |     |     |     |     |     |     |     |
| 1985   | Kremer Racing                     | Porsche 956                         |     |     | 4   |     |     |     |     |     |     |     |     |     |     |     |     |     |     |